# Тихменев, Николай Сергеевич
Николай Сергеевич Тихменев (15 июля 1885, Московская губерния — 15 января 1963, Москва) — член Реввоенсовета армии Советской Латвии, впоследствии директор Московского химико-технологического института имени Д. И. Менделеева.

## Биография
Из дворян, сын судебного следователя.
Окончил в 1903 году 1-ю Московскую гимназию с золотой медалью, медицинский факультет Московского университета в 1909 году (по другим данным окончил Страсбургский университет).
Поднадзорный с 1906 года. В 1907 году осуждён на месяц заключения в крепости за распространение революционной литературы. С 1917 года — большевик.
Военный врач 4-го Несвижского полка. Участник заседания Учредительного собрания 5 января 1918 года. Участник Четвёртого чрезвычайного съезда Советов рабочих, солдатских, крестьянских и казачьих депутатов с 16 по 18 марта 1918 года, член ВЦИК 3-го и 4-го созывов.
Входил в состав делегации на мирных переговорах в Брест-Литовске. С 19 июня 1919 по 5 июля 1920 года член РВС армии Советской Латвии, затем член РВС 15-й армии. Подписал Тартуский мир с Эстонией в 1920 году.
20 декабря 1930 года назначен директором МХТИ, где работал до 1 марта 1933. Работал в системе НКИД СССР во Франции и Японии.
С 21 сентября 1934 по 1 января 1938 года — полномочный представитель СССР в Дании. Верительные грамоты вручил 7 ноября 1934 года. В дальнейшем находился на дипломатической и военной работе. Во время Великой Отечественной войны снова был военным врачом.
Похоронен на Новодевичьем кладбище, рядом его жена Тихменева Надежда Петровна (1896—1964), участок 8.

## Семья
- Жена — Александра Николаевна Толстая (2 февраля 1891 — 21 января 1978), редактор Гослитиздата; в её переводах вышли романы «Индиана» и «Валентина» Жорж Санд, несколько книг Гектора Мало («Без семьи» и др.), письма и документы М. И. Кутузова (написанные на французском языке)[3].

## Награды
- Орден Отечественной войны II степени (31 мая 1945)
- Орден Красной Звезды (22 февраля 1944)
- Медаль «За победу над Германией в Великой Отечественной войне 1941—1945 гг.» (9 мая 1945)